# Chili aux Jeux olympiques d'hiver de 1992
Le Chili participe aux Jeux olympiques d'hiver de 1992, qui ont lieu à Albertville en France. Ce pays, représenté par cinq athlètes en ski alpin, prend part aux Jeux d'hiver pour la dixième fois de son histoire. Les athlètes ne remportent pas de médaille.

## Délégation
Le tableau suivant montre le nombre d'athlètes chiliens dans chaque discipline :
| Sport     | Hommes | Femmes | Total |
| --------- | ------ | ------ | ----- |
| Ski Alpin | 5      | 0      | 5     |
| Total     | 5      | 0      | 5     |

## Résultats

### Ski alpin
Homme
| Athlète          | Épreuve      | Course 1      | Course 2      | Total         | Total |
| Athlète          | Épreuve      | Temps         | Temps         | Temps         | Rang  |
| ---------------- | ------------ | ------------- | ------------- | ------------- | ----- |
| Nils Linneberg   | Descente     |               |               | DNF           | –     |
| Alexis Racloz    | Descente     |               |               | 2 min 05 s 61 | 40    |
| Paulo Oppliger   | Descente     |               |               | 1 min 56 s 30 | 35    |
| Alexis Racloz    | Super-G      |               |               | 1 min 23 s 26 | 64    |
| Mauricio Rotella | Super-G      |               |               | 1 min 22 s 30 | 59    |
| Paulo Oppliger   | Super-G      |               |               | 1 min 16 s 81 | 32    |
| Diego Margozzini | Giant Slalom | 1 min 17 s 43 | 1 min 15 s 89 | 2 min 33 s 32 | 55    |
| Alexis Racloz    | Giant Slalom | 1 min 16 s 50 | 1 min 12 s 77 | 2 min 29 s 27 | 49    |
| Mauricio Rotella | Giant Slalom | 1 min 15 s 92 | 1 min 14 s 52 | 2 min 30 s 44 | 51    |

Combiné homme
| Athlète          | Descente      | Slalom        | Slalom        | Total  | Total |
| Athlète          | Temps         | Temps 1       | Temps 2       | Points | Rang  |
| ---------------- | ------------- | ------------- | ------------- | ------ | ----- |
| Mauricio Rotella | 1 min 54 s 88 | DNF           | –             | DNF    | –     |
| Alexis Racloz    | 1 min 54 s 02 | 1 min 03 s 49 | 1 min 02 s 91 | 235,31 | 34    |
| Paulo Oppliger   | 1 min 47 s 74 | DSQ           | –             | DSQ    | –     |